# Бьонес, Кнут
Кнут Бьо́нес (норв. Knut Bjaanæs; род. 19 июня 1948) — норвежский кёрлингист.
В составе мужской сборной Норвегии стал чемпионом на первом чемпионате Европы в 1975.

## Достижения
- Чемпионат Европы по кёрлингу: золото (1975).
- Чемпионат Норвегии по кёрлингу среди мужчин: золото (1970, 1971, 1972, 1975).

## Команды
| Сезон   | Четвёртый       | Третий       | Второй          | Первый           | Турниры           |
| ------- | --------------- | ------------ | --------------- | ---------------- | ----------------- |
| 1969—70 | Кнут Бьонес     | Гейр Сёйланн | —               | Йозеф Бьонес     | ЧМ 1970 (5 место) |
| 1970—71 | Кнут Бьонес     | Свен Крокен  | Пер Даммен      | Кьелл Ульрихсен  | ЧМ 1971 (6 место) |
| 1971—72 | Кнут Бьонес     | Свен Крокен  | Пер Даммен      | Кьелл Ульрихсен  | ЧМ 1972 (6 место) |
| 1974—75 | Хельмер Стрёмбо | Кнут Бьонес  | Ян Кольстад     | Эйвинн Флёстранд | ЧМ 1975 (8 место) |
| 1975—76 | Кнут Бьонес     | Свен Крокен  | Хельмер Стрёмбо | Кьелл Ульрихсен  | ЧЕ 1975           |

(скипы выделены полужирным шрифтом)